# Opsidia oblata
Opsidia oblata är en tvåvingeart som beskrevs av Townsend 1919. Opsidia oblata ingår i släktet Opsidia och familjen köttflugor. Inga underarter finns listade i Catalogue of Life.